# L.L.Bean
L.L. Bean è una società statunitense di vendita al dettaglio fondata nel 1912 a Freeport, Maine, da Leon Leonwood Bean. L'azienda ha tuttora sede nella città dove è stata fondata. Questa società è soprattutto conosciuta per l'ampia scelta negli indumenti e attrezzature per attività ricreative all'aperto.

## Storia dell'azienda

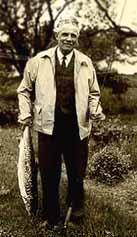
Leon Leonwood Bean (1872-1967)

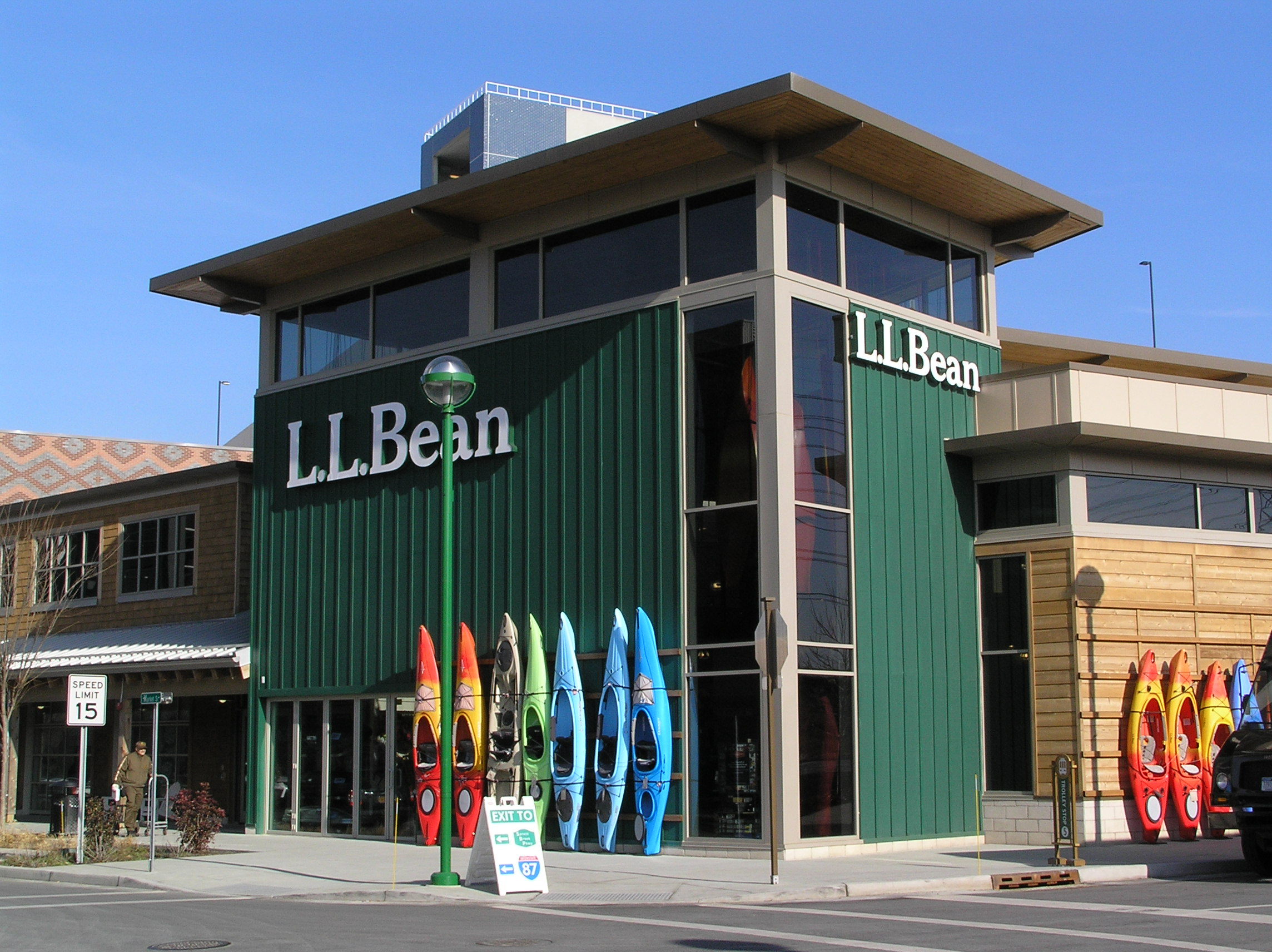
Negozio L.L. Bean a Yonkers

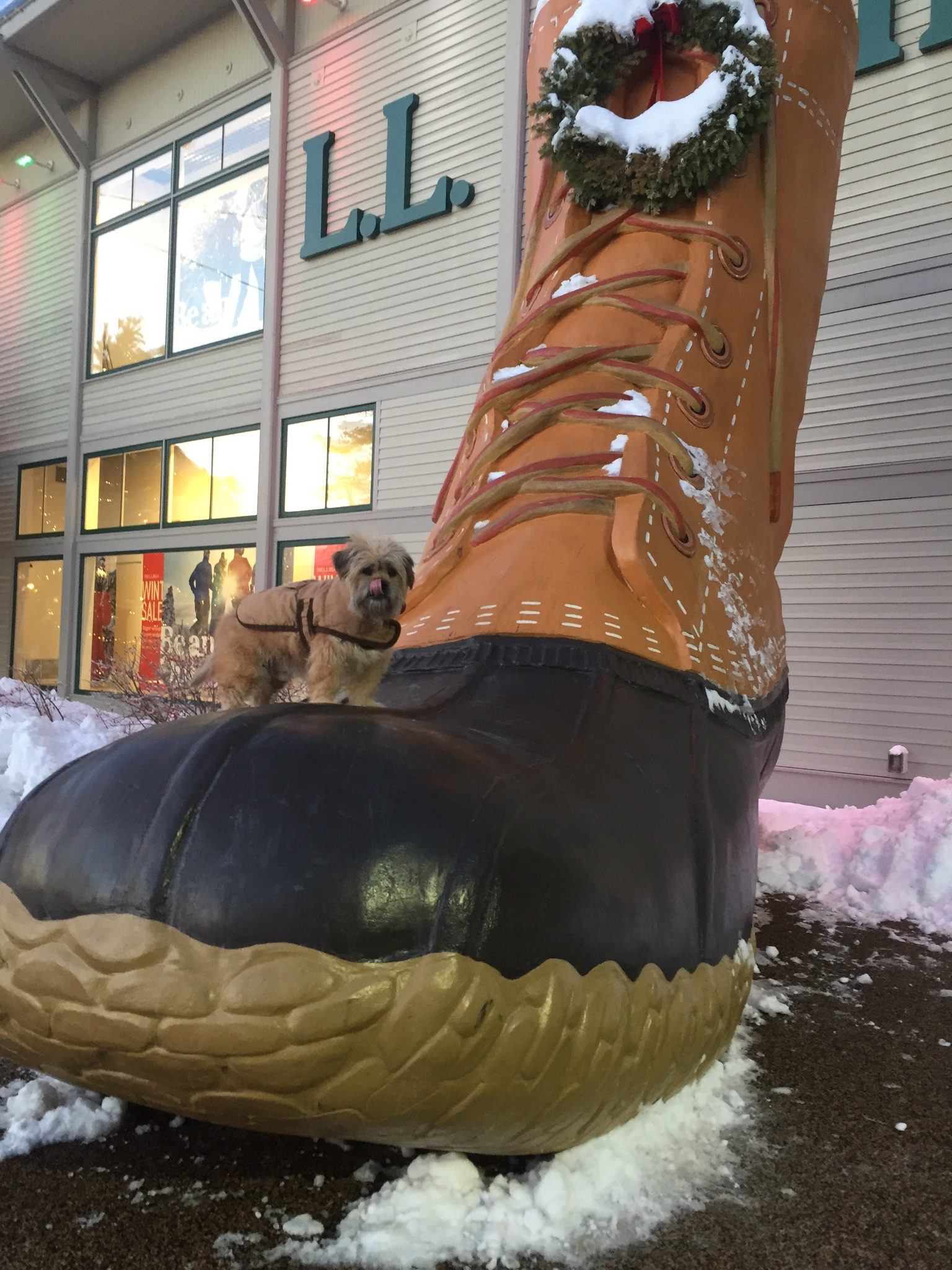
Scultura al di fuori del negozio principale della società, a Freeport

L.L. Bean, fondata nel 1912 dal cacciatore e pescatore Leon Leonwood Bean, iniziò vendendo un unico prodotto, il Maine Hunting Shoe, noto anche come duck boots e Bean Boots. Bean creò uno stivale impermeabile, combinando tomaia in pelle leggera e fondo in gomma, che vendeva ai cacciatori. Questo stivale rimane tutt'oggi un punto fermo dell'azienda, ed il suo prodotto più famoso. I difetti nel design iniziale portarono alla restituzione del 90% della produzione originale: Bean corresse rapidamente il design e continuò a venderli.
Il negozio principale dell'azienda è situato a Freeport, è grande circa 20000 m² ed è aperto 24 ore al giorno, 365 giorni all'anno.
Leon L. Bean morì il 5 febbraio 1967 a Pompano Beach, in Florida. Il direttore dell'azienda divenne quindi suo nipote, Leon Gorman, da quel momento fino al 2001, quando Gorman decise di assumere la carica di Presidente, lasciando la carica di amministratore delegato a Christopher McCormick.  Il 19 maggio 2013, Shawn Gorman, pronipote del fondatore dell'azienda, è stato eletto presidente di L.L. Bean. La società ha annunciato una donazione di 125000$ a un nuovo fondo per borse di studio alla morte di Leon Gorman nel 2015, donazione destinata al Bowdoin College.
Nel novembre 2015 Stephen Smith è stato nominato amministratore delegato e per la prima volta nei 103 anni di storia dell'azienda, tale carica è stata assunta da una persona esterna alla società.

## Linea di prodotti
L'azienda vende una grande varietà di scarponi da escursionismo, insieme ad altre attrezzature per l'outdoor come armi da fuoco, zaini e tende. Inoltre produce una linea completa di abbigliamento, che è da tempo il suo pilastro. 
L.L. Bean lavora i suoi prodotti negli Stati Uniti ed in tutto il mondo. La sua fabbrica di Brunswick impiega più di 450 persone che realizzano a mano i prodotti dell'azienda.
Dal 2000, L.L. Bean ha collaborato con la casa automobilistica giapponese Subaru, rendendo l'azienda il fornitore ufficiale di Subaru per il mercato statunitense. Le versioni più costose delle auto Subaru venivano allestite direttamente da L.L. Bean, con tutte le opzioni disponibili incluse come standard. Questo rapporto è tuttavia terminato il 28 giugno 2008.
Nel 2010, L.L. Bean ha fondato la sottomarca L.L. Bean Signature. La linea Signature è stata realizzata con lo scopo di fornire un'interpretazione moderna dei precedenti prodotti di L.L. Bean, per adattarli alla moda di oggi.

## Punti vendita

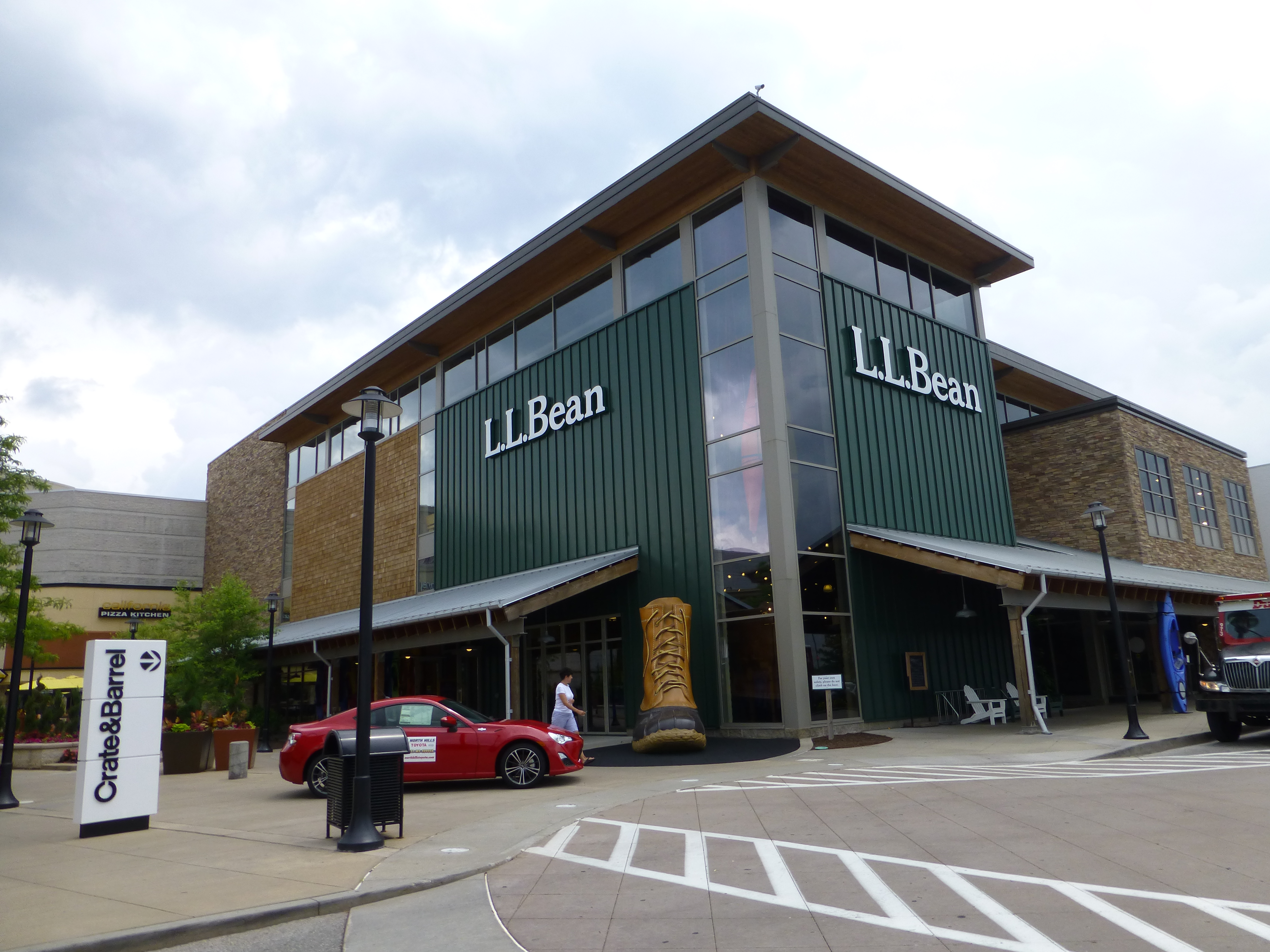
Negozio L.L. Bean a Pittsburgh

Insieme a numerosi negozi e outlet, la società mantiene il suo negozio di punta a Freeport, nel Maine.
L.L. Bean ha aperto il suo primo outlet a North Conway nel 1988. L'azienda gestisce 30 negozi e 10 outlet negli Stati Uniti e 25 negozi in Giappone, oltre alla vendita online. 
Nel novembre 2019, è stato annunciato che L.L. Bean aprirà un negozio anche nel Regno Unito.
A causa del COVID-19, tutti i negozi L.L. Bean sono momentaneamente chiusi a tempo indeterminato.

### Resi
Fin dalla sua fondazione, L.L. Bean ha avuto una politica illimitata riguardo ai resi. Ciò consentiva ai clienti di restituire in qualsiasi momento gli articoli di cui erano insoddisfatti, anche senza ricevuta di acquisto. Dal 9 febbraio 2018, la società ha annunciato che avrebbe limitato i resi ad un anno dall'acquisto e solo con una ricevuta o altra prova di acquisto.